# Hyperacrius fertilis
Hyperacrius fertilis — вид гризунів родини Cricetidae. Зустрічається в Індії та Пакистані. Це денна, наземна, напіввикопна, травоїдна та зграйна полівка. H. fertilis можна побачити в лісах помірного клімату, де він мешкає в субальпійських чагарникових лісах і на луках над межею дерев.